# Barrio Guadalupe, Veracruz
Barrio Guadalupe är en ort i Mexiko.   Den ligger i kommunen Cuichapa och delstaten Veracruz, i den sydöstra delen av landet, 250 km öster om huvudstaden Mexico City. Barrio Guadalupe ligger 593 meter över havet och antalet invånare är 580.
Terrängen runt Barrio Guadalupe är varierad. Runt Barrio Guadalupe är det ganska tätbefolkat, med 116 invånare per kvadratkilometer. Närmaste större samhälle är Córdoba, 12,1 km nordväst om Barrio Guadalupe. I omgivningarna runt Barrio Guadalupe växer huvudsakligen savannskog.